# Kugelpanorama
Ein Kugelpanorama oder sphärisches Panorama ist ein Panoramabild, bei dem sämtliche Blickwinkel wiedergegeben werden, die von einem Standpunkt aus sichtbar sind. Auf solchen Fotografien wird also ein Bildwinkel von 360° in der Breite und 180° in der Höhe wiedergegeben. Sie decken also die vollständige Oberfläche einer Kugel ab, in deren Mittelpunkt der Aufnahmestandpunkt liegt.
Kugelpanoramen unterscheiden sich damit sowohl von Ultraweitwinkel- oder Fischaugen-Aufnahmen, die i. d. R. nur Bildwinkel von weniger als 180° abbilden können, als auch von zylindrischen Panoramen, die (ähnlich der Innenwand einer Tonne) zwar 360° in der Horizontalen aber nie Zenit (Blick nach oben) und Nadir (Blick nach unten) abbilden können.

## Projektionsarten und Wiedergabetechnik
Da Kugelpanoramen einen normalerweise nicht gleichzeitig wahrnehmbaren Bildwinkel abbilden, muss man sich bei ihrer Darstellung auf zweidimensionalen Ausgabenmedien (und ihrer Speicherung in Rastergrafiken) mit verschiedenen Projektionsarten oder einer interaktiven ausschnittsweisen Wiedergabe behelfen.
Von den verschiedenen Projektionsarten, die die zweidimensionale Abbildung einer vollen Kugeloberfläche ermöglichen, ist die Rektangularprojektion (rechtwinklige Projektion) die bei Speicherung und Abbildung Kugelpanoramen Verbreitetste. Sie bildet die 360° Rundumblick in der Horizontalen und 180° in der Vertikalen in einem Rechteck mit dem Seitenverhältnis 2:1 ab, wobei Zenit und Nadir jeweils auf die volle Bildbreite gezerrt der oberen bzw. unteren Kante des Bildes entsprechen und der Horizont in der vertikalen Bildmitte liegt. Hierdurch werden die horizontnahen Bildteile relativ „normal“, der Blick nach oben bzw. unten jedoch stark verzerrt dargestellt.
Heute werden Kugelpanoramen auch häufig stereographisch projiziert ausgegeben um sogenannte Little-Planet- beziehungsweise Tube-Ansichten zu erzeugen. Aus mathematischen Gründen lässt sich auf diese Weise jedoch nie das vollständigen Kugelpanorama auf einer endlichen Fläche abbilden, da Zenit beziehungsweise Nadir bei diesem Projektionsverfahren bis in die Unendlichkeit gedehnt werden.
Verwendet man zur Darstellung des Kugelpanoramas einen interaktiven Panoramabetrachter, so sieht man nicht das ganze Panorama auf einen Blick, sondern jeweils nur einen Ausschnitt, der dann in der von normalen Fotos gewohnten planaren Projektion ausgegeben wird. Dieses Ausschnitt kann interaktiv verschoben werden, so dass man den Eindruck erhält, sich in einem Raum umzudrehen und in alle Richtungen zu schauen.

## Aufnahmetechnik
Zur Aufnahme von Kugelpanoramen kommen unterschiedliche Techniken zum Einsatz. Dabei kann man zwischen zwei Kategorien unterscheiden: Sequentiellen Aufnahmen und Momentaufnahmen.

### Sequentielle Aufnahmen

Die Animation zeigt ein VR-System bestehend aus Stativ, Nivellierer, Rotator, Panoramakopf und Kamera. Die Kamera dreht und schwenkt sich um die Eintrittspupille des Objektivs.

Kugelpanoramen werden aus mehreren Einzelaufnahmen für die benötigten Bildwinkel zusammengesetzt, die nacheinander erstellt wurden und daher unterschiedliche Zeitpunkte zeigen.
Die Kamera wird dabei entweder freihändig gehalten und geschwenkt – was durch die schwer zu kontrollierende Bewegung der Kamera meist zu erheblichen Parallaxenfehlern führt – oder aber mit Hilfe eines Nodalpunktadapters so montiert, dass Schnittpunkt der Blickwinkel im Raum bei der Drehung über alle Aufnahmen hinweg derselbe bleibt und keine Parallaxe entsteht. Nodalpunkt- oder VR-Adapter gibt es sowohl in manuell bedienbaren Versionen (siehe Animation) als auch als motorisierte Panoramaköpfe (Panoramaroboter), die automatisiert die Kamera in die nötigen Richtungen drehen/neigen und dann auslösen. Üblicherweise wird die Kamera hochkant am Nodalpunktadapter befestigt.
Die Anzahl der für die Erstellung eines Kugelpanoramas notwendigen Aufnahmen hängt vom Bildwinkel (und damit der Brennweite) des verwendeten Objektives ab. Wenn der Bildwinkel 180° und mehr beträgt, reicht es, die Kamera einmalig um ihre Querachse zu drehen. In allen anderen Fällen ist ein mehrzeiliges Vorgehen erforderlich, bei dem die Kamera nicht nur geschwenkt, sondern auch in der Höhe geneigt wird.
Die so erzeugten Bildsegmente werden schließlich mit Hilfe einer Stitching-Software auf Basis ihrer Überlappungen sortiert, räumlich angeordnet und geometrisch korrekt zusammengesetzt. Mögliche parallaxen- oder bewegungsbedingte Unterschiede wie Farb- und Helligkeitsabweichungen versucht die Software beim Verrechnen der Bilder so weit auszugleichen, dass bei der Ausgabe ein nahtloses Bild entsteht.

### Momentaufnahmen

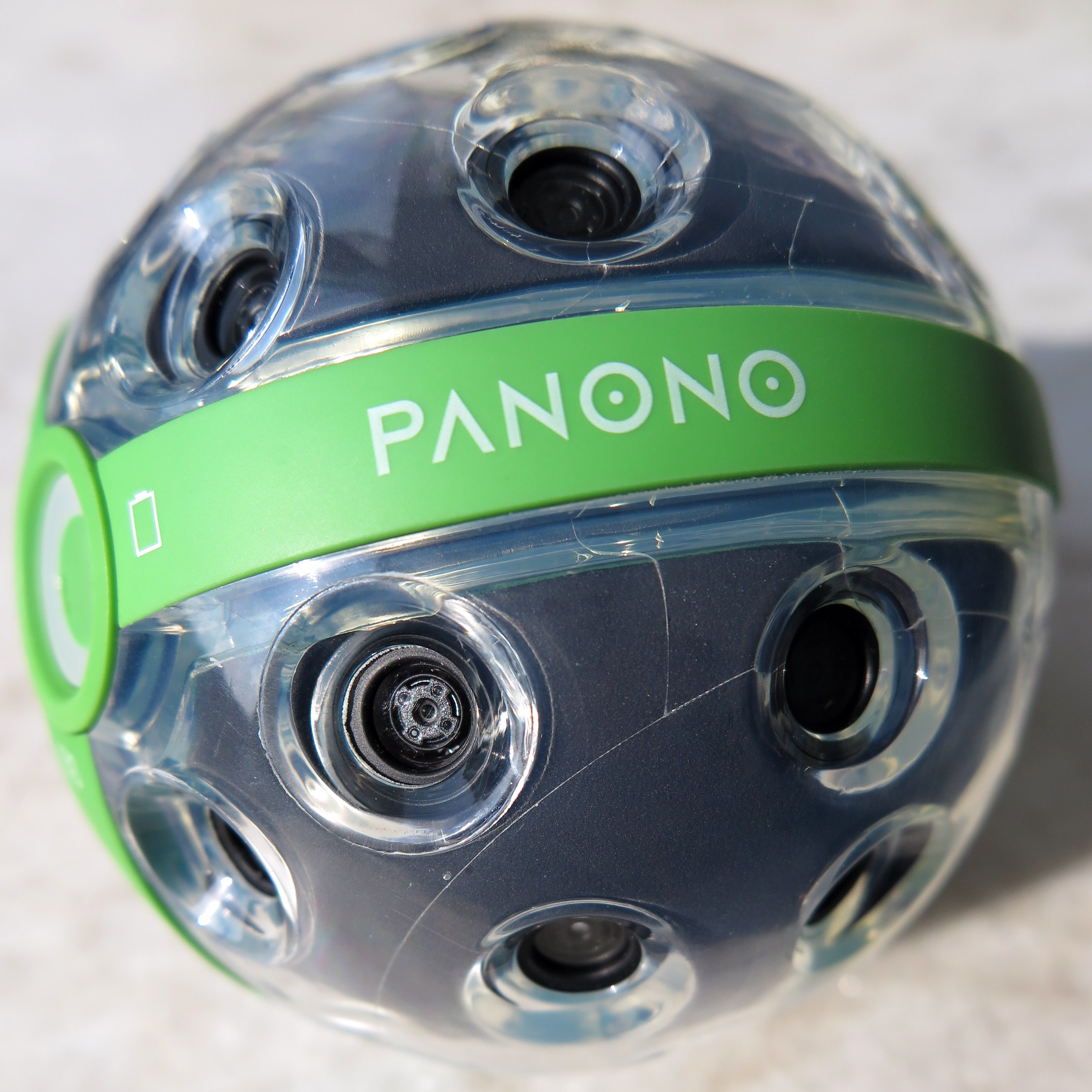
Die kugelförmige Panoramakamera Panono mit 36 Kameramodulen

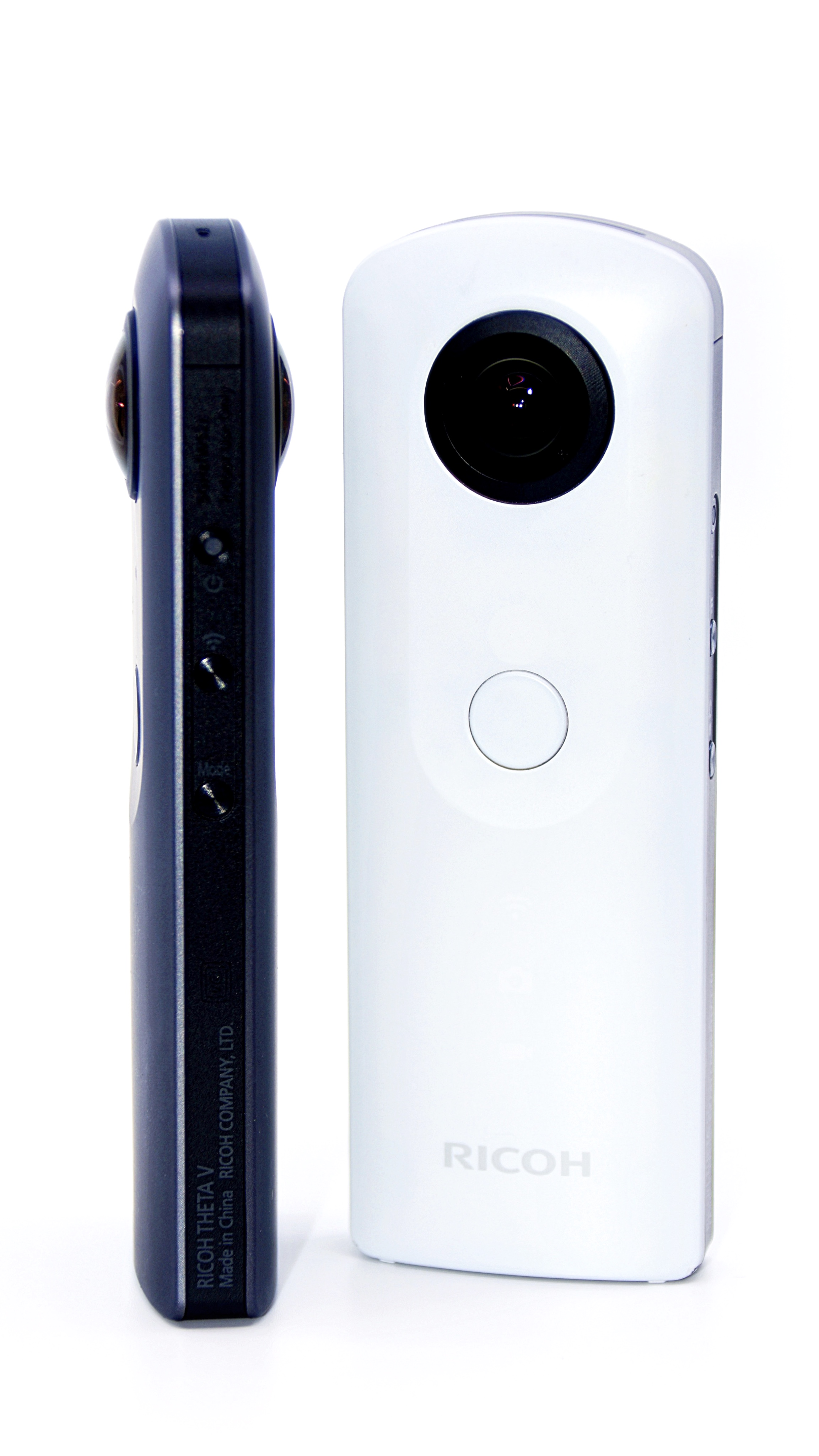
Die Ricoh Theta (links: Ricoh Theta V, rechts: Ricoh Theta SC) arbeitet mit nur zwei Objektiven die jeweils etwas mehr als 180°-Blickwinkel abdecken.

Für Momentaufnahmen oder Videoaufnahmen vollständiger Kugelpanoramen kann eine Gruppe von Kameras genutzt werden, die in verschiedene Richtungen weisen und gemeinsam ausgelöst beziehungsweise synchronisiert werden. Naturgemäß müssen hierbei aufgrund der leicht unterschiedlichen Blickwinkel Parallaxen auftreten. Dies lässt sich technisch nicht vermeiden, da man die Nodalpunkte mehrerer Kameras nicht zur Deckung bringen kann, ohne dass sich diese Kameras gegenseitig im Bild stehen. In der Praxis werden die Kameramodule mit dem Rücken zueinander montiert und die dabei entstehenden Parallaxen müssen beim nachfolgenden Stitching der Einzelaufnahmen so gut wie möglich herausgerechnet beziehungsweise kaschiert werden.
In der Praxis verwendet man häufig ein sog. 360°-Rigs für sechs oder mehr Kameras. Hierbei werden auf Grund ihrer geringen Größe vorzugsweise kleinere Actioncams montiert. Das Stitching der Einzelbilder oder Videos erfolgt dann in der Nachbearbeitung.
In den letzten Jahren kommen zunehmend auch günstigere Panoramakameras für Endverbraucher auf den Markt (z. B. von den Herstellern GoPro, Insta360, Panono, Ricoh). Meist sind zwei Kameramodule bereits fest in einem kompakten Gehäuse verbaut. Das Stitching erfolgt dabei entweder direkt in der Kamera oder (gegebenenfalls mit Cloud-Unterstützung) mittels einer zugehörigen Smartphone-App.

#### Omnidirektionale Kameras
Unvollständige Kugelpanoramen können mit omnidirektionalen Kameras beziehungsweise mit Fischaugenobjektiven mit extrem großem Bildwinkel (bis zu 280°) aufgenommen werden, bei denen nur eine einzige Abbildung erzeugt wird. Das aufgenommene Bild muss anschließend mathematisch entzerrt werden, um zum Beispiel eine äquirektanguläre Darstellung zu erhalten.